# جميل لحود
اللواء جميل لحّود من مواليد بلدة بعبدات في جبل لبنان وذلك عام 1903، سياسي وعسكري لبناني، ووالد الرئيس الحادي عشر للبنان (إميل لحود)، أول من رفع علم الاستقلال اللبناني على تلة فالوغا، وشارك في تأسيس الجيش اللبناني، وبعد تقاعده عمل في الحقل السياسي وتولى مناصب وزارية.

## في العسكرية
التحق جميل لحود (ضو) بالمدرسة الحربية إبّان الإنتداب الفرنسي على لبنان، وتخرج من الكلية العسكرية برتبة ملازم سنة 1932، واحيل على التقاعد سنة 1960 برتبة لواء.
كان له دور بارز في إنجاز استقلال لبنان، ففي العام 1943 ميلادي، أصدرت قيادة قوات الانتداب أوامرها إلى المقدم جميل لحود قائد فوج القناصة الأول آنذاك، بمهاجمة حكومة الثورة، فرفض الأمر معلناً انضمامه للحكومة، وقام برفع العلم اللبناني في موقع فرقته العسكرية المتمركزة في عين الصحة ـ فالوغا، وأمام هذا الواقع وأمام تصاعد التظاهرات الشعبية، اضطرت السلطات المنتدبة إلى تليين مواقفها والتراجع عن تشددها، واطلقت سراح رجالات الدولة من سجن راشيا في تشرين الثاني 1943، معلنة استقلال لبنان في حدوده النهائية المعترف بها دولياً.
وبعد الانتداب كان واحدا من خمسة ضباط قاموا بتأسيس الجيش اللبناني.

## في السياسة
بعد تقاعده من الجيش اللبناني، انتخب نائبا عن جبل لبنان، قضاء المتن الشمالي في العام 1960 وفاز بالتحالف مع النائب موريس الجميّل، واعيد انتخابه سنة 1964 حين حقّق الجميّل ولحود النصر سويّاً، وتجدر الإشارة إلى أنه عام 1964 دخل المجلس النيابي ممثلان عن عائلة لحود هما اللواء جميل لحود وسليم لحود. بالإضافة إلى ذلك تولى وزارة العمل والشؤون الاجتماعية سنة 1966 و تولى رئاسة لجنة الدفاع البرلمانية طيلة مدة نيابته. لُقّب بـالجنرال الأحمر، لأنه كان يساريا يميل إلى فكر كمال جنبلاط، كذلك كان من دعائم الحركة الشهابية في لبنان.

## الأوسمة
حاز على الأوسمة التالية:
- وسام الجهاد
- وسام الأستحقاق اللبناني المذهب
- وسام الأرز الوطني من رتبة ضابط أكبر
- وسام جوقة الشرف الفرنسي من درجة ضابط